# Беловець
Бе́ловець (болг. Беловец) — село в Разградській області Болгарії. Входить до складу общини Кубрат.

## Населення
За даними перепису населення 2011 року у селі проживали 1916 осіб.
Національний склад населення села:
| Національність   | Кількість осіб | Відсоток |
| ---------------- | -------------- | -------- |
| турки            | 1184           | 76,1%    |
| болгари          | 367            | 23,6%    |
| не визначились   | 4              | 0,3%     |
| Всього відповіли | 1556           |          |

Розподіл населення за віком у 2011 році:
Динаміка населення: